# Пилотный эпизод (Друзья)
«Пилотный эпизод» (англ. The Pilot) или «Эпизод, где Моника берёт новую соседку» (также известный как «Тот, где все началось» или «Первый») — первый эпизод первого сезона американского комедийного телесериала «Друзья», транслируемого на телеканале NBC. Премьера состоялась 22 сентября 1994 года. Режиссёром эпизода выступил Джеймс Берроуз.
Сценарий был написан Дэвидом Крейном и Мартой Кауфман. В пилотном эпизоде представлены шесть основных персонажей сериала, проживающих в Нью-Йорке: Моника Геллер (Кортни Кокс), её старший брат Росс Геллер (Дэвид Швиммер) подавлен, потому что его бывшая жена оказалась лесбиянкой. Бывшая одноклассница Моники — Рэйчел Гринн (Дженнифер Энистон) покидает свою свадьбу, не дойдя до алтаря, и переезжает к Монике. Друзья Моники и Росса — Джоуи Триббиани, Чендлер Бинг и Фиби Буффе (Мэтт Леблан , Мэтью Перри и Лиза Кудроу). Все герои встречаются в кофейне, расположенной в доме, где живёт Моника, Чендлер и Джоуи.
Первые проекты сериала Крейна и Кауффман были представлены NBC в декабре 1993 года и NBC понравилась идея сериала. До того, как сценарий был завершен, начались выбор актёров для шести главных персонажей, и для каждой роли было вызвано 75 актёров.
Пилот был снят Warner Bros. в Бербанке, Калифорния, 4 мая 1994 года. NBC понравился пилот и они попросил ещё 12 эпизодов для первого сезона.
Эпизод смотрели около 22 миллионов человек и это был 15-й самым популярным телешоу в США на той неделе. В рейтинге всех 236-ти серий сериала данный эпизод занял 90-е место.
Критики подчеркнули, что сериал в то время был похож на «Сайнфелд» и «Эллен», но они отметили, что они не так хороши. Актёры, особенно Дэвид Швиммер, были высоко оценены критиками, хотя характеры героев были ещё недостаточно раскрыты.

## Сюжет
Четверо друзей (Моника Геллер, Чендлер Бинг, Джоуи Триббиани и Фиби Буффе) сидят в Центральной Кофейне и обсуждают нового парня Моники, с которым та собирается «вместе поужинать». Потом Чендлер рассказывает свой сон, в котором он стоит в школьной столовой совершенно голый, а ниже пояса у него телефон. Телефон звонит, Чендлер поднимает трубку и оказывается, что это — его мама. «Ужасно странный сон: она же никогда мне не звонит» — заканчивает он свой рассказ.
Чуть позже в Кофейне появляется Росс Геллер в подавленном состоянии — недавно от него ушла его жена, Кэрол, оказавшаяся лесбиянкой. Друзья пытаются его утешить.
В Центральную Кофейню вбегает девушка в свадебном платье, в которой Моника узнаёт свою школьную подругу, Рэйчел Грин. Она представляет её всем друзьям. Рэйчел рассказывает, что бросила своего жениха, Барри, прямо у алтаря, осознав, что не любит его и не желает связывать с ним жизнь.
В следующей сцене друзья сидят в квартире у Моники и смотрят испанский телесериал (без перевода), пытаясь угадать, о чём разговаривают персонажи. Рэйчел же разговаривает со своим отцом по телефону. Она заявляет ему, что не желает выходить замуж за Барри и хочет начать новую жизнь, оставшись жить у Моники.
В момент, когда друзья утешают Рэйчел, приходит Пол — новый друг Моники, с которым она собиралась поужинать. Росс предлагает Рэйчел не оставаться одной и поехать с ним, Чендлером и Джоуи помочь собирать мебель в его новой квартире. Та отказывается. Фиби тоже.
В следующем кадре Фиби играет на гитаре и поёт в метро. В это время ребята в квартире Росса пытаются разобраться в том, как правильно собирать мебель. Росс снова предаётся воспоминаниям о Кэрол и друзья всячески пытаются его утешить.
В ресторане Пол рассказывает Монике о своём неудачном браке. В то же время Рэйчел пытается извиниться перед Барри по телефону.
Джоуи и Чендлер продолжают утешать Росса, который задумался о том, что, возможно, «каждому в жизни предназначена только одна женщина», и что он её потерял. Пол признаётся Монике, что после развода он уже несколько лет не может заниматься любовью.
На следующее утро Рэйчел угощает ребят кофе, который она сварила первый раз в жизни (и который невозможно пить). Из комнаты выходит Моника и выясняется, что она провела эту ночь с Полом. Рэйчел узнаёт, что все друзья работают: Моника — повар, Чендлер — программист, а Джоуи — актёр. Моника вспоминает, что Джоуи «отлично» сыграл роль Пиноккио в одном из спектаклей, Чендлер поддразнивает Джоуи.
На работе Моника рассказывает своей коллеге о Поле. Выясняется, что она не первая, кого Пол ввёл в заблуждение своим рассказом о «том, что у него ничего не получается в постели». Вечером Моника рассказывает об этом друзьям. Джоуи восхищается изобретательностью Пола.
Рэйчел возвращается с покупками, приобретёнными на деньги отца, напевая песенку: «Мне не нужны друзья, враги, мне не нужна родня! Когда такие сапоги на ножках у меня!» — она купила сапоги от Гуччи. Друзья убеждают её в необходимости отказаться от этих денег (разрезав кредитные карты) для того, чтобы начать самостоятельную жизнь.
После посиделок в квартире Моники уже поздно и друзья расходятся. Рэйчел находит часы Пола и Моника как бы случайно наступает на них, уходя спать. Росс остаётся наедине с Рэйчел и признаётся, что в колледже был влюблён в неё. Выясняется, что Рэйчел об этом знала. Росс спрашивает, как она отреагирует, если он её «когда-нибудь куда-нибудь пригласит» и та отвечает «Почему бы и нет». Росс уходит домой счастливый.
В финальных кадрах Рэйчел подаёт друзьям кофе в Центральной Кофейне, а Чендлер собирается поведать очередной свой сон: «Я в Лас-Вегасе. Я — Лайза Миннелли…».

## Второстепенные актёры
- Клеа Левис — Фрэнни, напарница Моники;
- Джон Аллен Нельсон — Пол, парень Моники;
- Синтия Манн — официантка Центральной кофейни.

## Производство
Сценаристы проекта Дэвид Крейн и Марта Кауфман впервые работали в телевизионной индустрии над Dream On. Вторая совместная серия команды — Семейный альбом (на CBS осенью 1993 года), однако шесть эпизодов были позже удалены из трансляции. В ноябре 1993 они начали работу над тремя новыми проектами в своих офисах на телевидении, одним из которых является данный телесериал.
«Эта серия посвящена сексу, любви, отношениям, карьере, когда все в вашей жизни возможно, о дружбе в одно и то же время, потому что, если вы останетесь один в городе, ваши друзья будут вашей семьёй» — рекламное заявление Крэйн-Кауффман-Брайт, которое они использовали для представления проекта NBC.
NBC купил сценарий пилота. Кауффман опросила 20-летних людей, чтобы получить представление о том, как должны выглядеть характеристики и поведение персонажей. Они написали сценарий с Крейном через за дня. В оригинальном сценарии Берроузу все понравилось, за исключением того, что Джоуи, который имел схожие характеристики с Чандлером, нужно было превратить в более глупого персонажа.
Предварительная версия сценария озаглавлена как «Insomnia Cafe» (Кафе «Бессонница»). Последующие пробные названия — «Friends Like Us» («Друзья, похожие на нас») и «Six of One» («Шестеро одного» — игра слов для английской пословицы «Six of one, half a dozen of the other», дословно переводимой как «Шестеро одного, полдюжины другого». Примерный русский аналог — «Что в лоб, что по лбу»). Окончательный вариант названия — «Друзья» был утверждён вместе со сценарием.

### Кастинг
На кастинге было около 1000 актёров, но только 75 актёров были приглашены прочитать сценарий с режиссёром.
Дэвид Швиммер был первым, кого утвердили. Он был в Чикаго, играя в «Мастер и Маргарита», когда его агент предложил ему прослушивание. Он не был заинтересован в том, чтобы заниматься телевидением после плохого опыта в «Монти», но позже передумал. Эрик МакКормак также прослушивался для этой роли несколько раз, но его не утвердили.

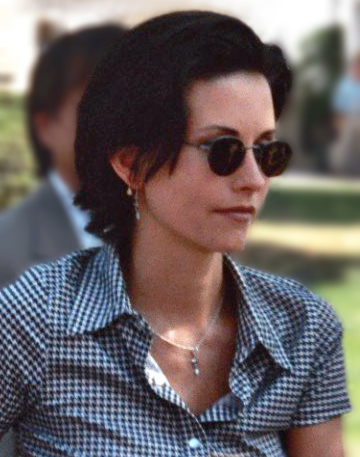
Кортни Кокс в 1995 г.

Кортни Кокс была самым известным актёром из шести главных актёров на момент начала съемок. Её рассматривали для Рэйчел, но Кокс прочитала сценарий и подумала, что она лучше подходит для роли Моники. Для этой роли пробовалась Нэнси МакКеон. Согласно оригинальному сценарию Моника должна была составить любовную пару с Джоуи (в сериале есть несколько эпизодов на этот счёт).
Дженнифер Энистон получила роль Рэйчел, хотя первоначально была рассмотрена для роли Моники. Её контракт с другим сериалом (англ. «Muddling Through») означал, что любая роль в «Друзьях» будет на второй позиции, и позднее её роль пришлось бы переписывать или понадобилась бы смена актёра. Из-за этого CBS не планировала транслировать шоу до середины 1994 года. Тем не менее, Энистон получила роль, потому что президент NBC Entertainment Уоррен Литтлфилд правильно предсказал, что" Muddling Through" потерпит неудачу.
Крейн и Кауфман хотели, чтобы Джоуи был «парнем, который любит женщин, спорт, женщин, Нью-Йорк и женщин». Актёры на роль проходили пробы со сценой из пилотной серии «хватай ложку» (в квартире Росса). Многие из них считали удачной находкой для образа расстёгнутую рубашку, чтобы показать грудь. Мэтт ЛеБлан же просто повторил образ своего персонажа из фильма «Винни и Бобби» (англ. «Vinnie and Bobby»), поскольку персонаж Джоуи не сильно раскрывался в сценарии, он использовал своё амплуа «доброго итальянца» из «Винни и Бобби». У Мэтта было около восьми прослушиваний.
Первоначально роли Чендлера и Фиби не рассматривались авторами как главные действующие лица и были второстепенными. Оба они были призваны развлекать зрителя, оттеняя главных героев — Монику и Джоуи, Росса и Рэйчел. Мэттью Перри описал Чандлера в пилотном сценарии как «наблюдателя за жизнью других людей». Он стал частью основной группы к тому времени, когда кастинг уже завершился. Крейн описывал Чандлера как «черствого парня», и думал, что найти такого будет легко, однако это оказалось сложнее. Перри ранее работал с Кауффман и Крейном в Dream On, и попросился на прослушивание. Он был отклонен из-за его участия в «LAX 2194». После того, как продюсеры «Друзей» увидели «LAX 2194», им стало ясно, что сериал провалится, и Перри получил прослушивание. Прежде чем Перри был выбран, на роль пробовался Крейг Бирко и был первым выбором для этой роли. Бирко был другом Перри и Перри пригласил его на прослушивание, чтобы помочь ему узнать характер Чандлера. По задумкам авторов роль Чендлера могла быть с нетрадиционной сексуальной ориентацией, и во многих эпизодах мелькают шутки по поводу его мнимого латентного гомосексуализма.
Актрисы, пробовавшиеся на роль Фиби, приходили на кастинг в образе «с бубенчиками на подолах, громоздких туфлях и с кольцами в носу». Продюсеры выбрали на эту роль Лизу Кудроу, потому что та понравилась им в образе Урсулы Буффэ в ситкоме «Без ума от тебя» (анлг. «Mad About You»). Насчёт роли Лизы в этом ситкоме есть пара шуток в эпизоде первого сезона «Друзей» — «Эпизод с двумя частями» («The One With the Two Parts»). Она был выбрана, через месяц после Швиммера.
Шесть действующих лиц впервые встретились на прослушивании 28 апреля 1994 года.

### Съемки
2 мая, за два дня до съемок, состоялась генеральная репетиция. Несколько руководителей NBC наблюдали за репетицией и беспокоились о том, что Монике было все равно, что Пол спал с ней на первом свидании. Президент NBC West Coast Дон Олмейер полагал, что аудитория воспримет её как «шлюху». Руководители сериала согласились и опросили других людей, наблюдавших за репетицией, чтобы поддержать их позицию. Однако им пришлось переписать реплики Моники, чтобы показать, что она все-таки беспокоится. NBC также хотели удалить сцену, которая подразумевала, что предположительно-импотентный Пол получал эрекцию, поскольку это нарушало бы сетевые стандарты. Крэйн и Кауффман переписали сцену и обнаружили, что новую версия сделала сцену «умной и тонкой».
Окончательный проект сценария был завершен 3 мая.
Эпизод был записан 4 мая в Warner Bros. студии в Бербанке, штат Калифорния. Было снято в общей сложности восемь часов материала (два часа от каждой из четырёх камер), который был отредактирован до 22 минут под наблюдением Брайта. Брайт представил его в NBC 10 мая, за 72 часа до того, как было объявлено расписание на осень. NBC приказал Брайту внести дополнительные изменения, которые он завершил в 1 час ночи 11 мая. После объявления о начале работы над остальными 12 эпизодами Крайн и Кауфман немедленно стали получать телефонные звонки от агентов, которые хотели получить работу своих клиентов в сериале.
Швиммер вспоминает, как он наслаждается физическим юмором, связанным с Россом (его неуклюжесть и мимика), особенно с той сценой, где Росс приветствует Рейчел и открывает перед ней зонтик.

## Приём
Этот эпизод был впервые транслирован на NBC 22 сентября 1994 года с 20:30 до 21:00. Он оценивался как пятнадцатое наиболее посещаемое телешоу за неделю, заняв рейтинг 14,7 из 23 в рейтинге Нильсена и 21,5 миллиона зрителей.
Пилотная серия заняла 90-е место в рейтинге всех 236 серий сериала.
Критики сравнивали эпизод с «Сайнфелдом» и «Эллен»: Том Ферен из «The Plain Dealer» написал: «смутно и менее успешно в стиле тусовки Сайнфельда», и Энн Ходжес из «Хьюстонской хроники» назвал это «новой подделкой „Сайнфилд“, но он никогда не будет таким забавным как „Сайнфилд“. Даже сейчас, когда „Сайнфилд“, не такой забавный, как раньше». Роберт Бьянко в Питтсбурге Post-Gazettеписал, что «постоянное подшучивание немного утомляет, как если бы оно действительно происходило в реальной жизни», и поставил под вопрос, почему у шести персонажей было так много свободного времени, чтобы говорить о свидании. В Лос-анджелеском «Daily News», Рэй Ричмонд, который также видел следующие два эпизода, отметил, что, хотя «Друзья» были «одной из ярких комедий нового сезона», Пилот же был «очень слаб».
Дайан Холлоуэй из «Амэрикен-Стейтмент Остин» пишет: «Что такого специфичного в парне, который видит во сне что его пенис, это телефон?» Она назвала сцену, где Моника обнаруживает придуманную импотенцию Пола наименее смешной частью эпизода, хотя признала, что эпизод в целом действительно имел некоторые забавные моменты. Роберт П. Лоуренс написал в «Сан-Диего Юнион-Трибьюн», что «многое чего происходит, но вы все чувствуете, что видели это раньше», называя это «»Сайнфелд" плюс два. Или «Эллен» плюс пять".
Тони Скотт из «Variety» возложил оптимистические надежды на сериал, но был обеспокоен тем, что сюжет Моники послужит плохим примером для более молодых зрителей: «Друзья рекламируют беспорядочные половые связи и предлагают либеральные образцы открытости, которая граничит с пустотой». Он выделил Кокс и Швиммера как лучших актёров ансамбля.
Роберт Бьянко был доволен Швиммером, назвав его «потрясающим». Он также похвалил женских персонажей, но написал, что роль Перри как Чендлера была «неопределенной» и что ЛеБланк «слишком полагался на ту же самую слабоумную привычку, от которой уже устали последние два раза, когда он это пробовал».
«Entertainment Weekly» оценивает эпизод в «B +» и заявляет, что «через 22 минуты эти шесть человек сидят как давние приятели». Реплика Росса: «Слова „Билли, не строй из себя героя“ для тебя что-нибудь значат?» выделяется как лучшая фраза эпизода.
Эпизод был продан в вещание сразу нескольким каналам одновременно впервые 21 сентября 1998 года. Несколько удаленных сцен были восстановлены в пилотной серии, в результате чего его общее время работы достигло 37 минут. Он получил рейтинг 5,8 из 10, усредненный по 40 станциям. Это сделало «Друзей» третьим лучшим ситкомом, выпущенным в эфир, после «Большого ремонта» и «Сайнфилда».